# Atlasflugsnappare

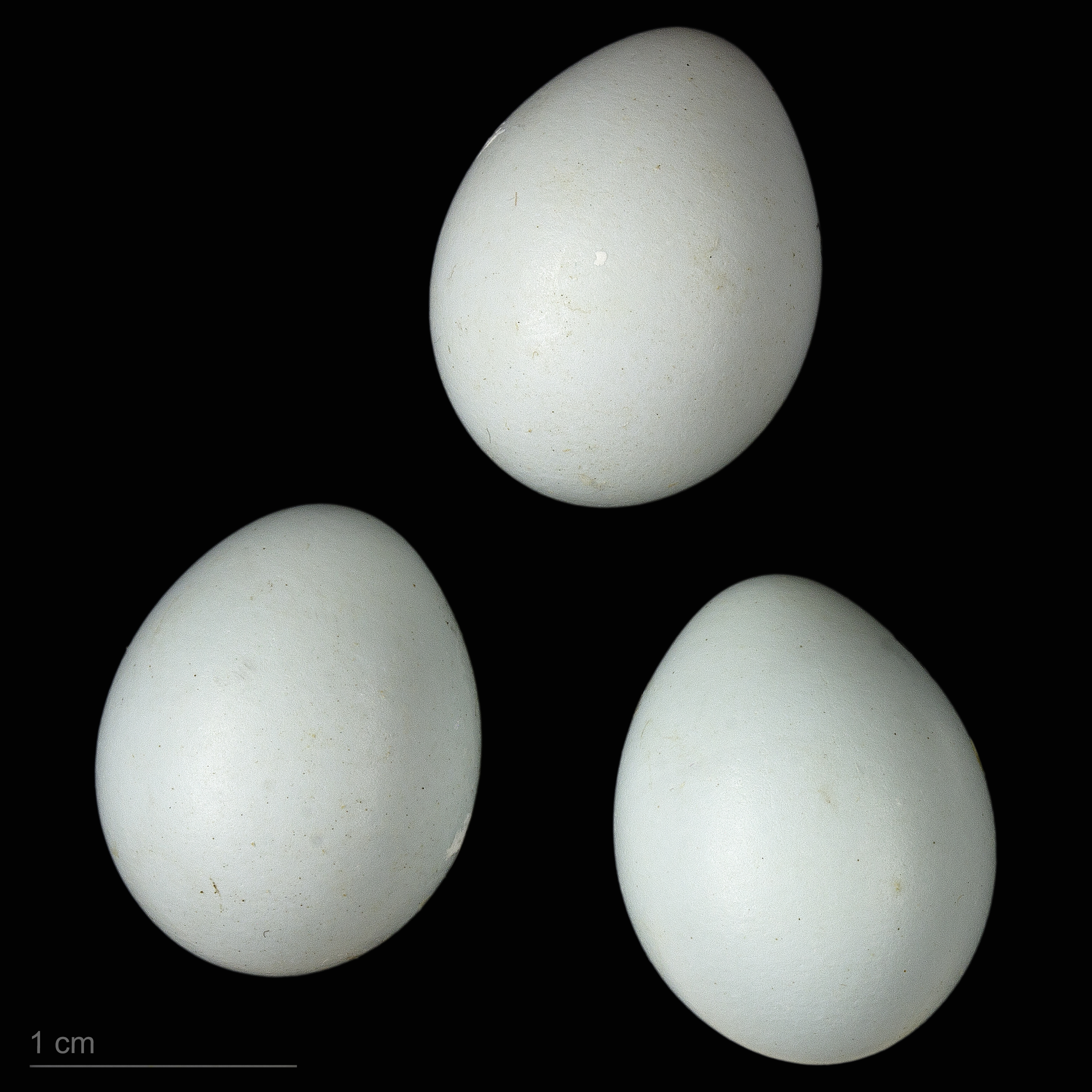
Ficedula speculigera

Atlasflugsnappare (Ficedula speculigera) är en nordafrikansk tätting i familjen flugsnappare med omstridd artstatus.

## Utseende och läte
Atlasflugsnapparen tillhör en artgrupp med nära besläktade och synnerligen lika i handräkt svartvita flugsnappare där även svartvit flugsnappare (F. hypoleuca), halsbandsflugsnappare (F. albicollis) och balkanflugsnappare (F. semitorquata) ingår. Den står närmast svartvit flugsnappare men är kanske mer lik halsbandsflugsnapparen med sin kolsvarta färg ovan, mycket vitt i både panna och på vingarna, samt helsvart stjärt. Även honan är lik halsbandsflugsnapparen men har svartare ovansida på stjärten, övergumpen ljusgrå.
Lätena är mer lika svartvita flugsnapparen, både locklätet viit och i sången, som dock är långsammare, mörkare och med större tonsteg.

## Utbredning och systematik
Atlasflugsnapparen förekommer i Marocko (från södra till centrala östra Atlasbergen), norra Algeriet och norra Tunisien. Den är en flyttfågel som övervintrar i västra Afrika. Arten är en mycket sällsynt gäst i Europa, med fynd från Italien, Malta och Spanien.
Tidigare betraktades den som underart till svartvit flugsnappare men rekommenderades lyftas ut till egen art, dels med tanke på morfologiska och lätesmässiga skillnader, men också efter genetiska studier. Exempelvis Birdlife International bedömer dock att skillnaderna är tillräckligt små för att den fortfarande ska rymmas inom arten svartvit flugsnappare.

## Levnadssätt
Fågeln häckar i ceder- (Cedrus), ek- (Quercus) och tallskogar av arten Pinus halepensis, men även i palmlundar och trädgårdar. För häckningsbiologi, se svartvit flugsnappare.

## Status
Internationella naturvårdsunionen IUCN behandlar den inte som god art, varför den inte placeras i någon hotkategori.